# Züschen (Fritzlar)
Züschen, eine ehemals selbstständige waldeckische Stadt, ist seit 1974 ein Stadtteil von Fritzlar im nordhessischen Schwalm-Eder-Kreis. Der Ort liegt nordwestlich von Fritzlar am Eder-Zufluss Elbe.

## Geschichte

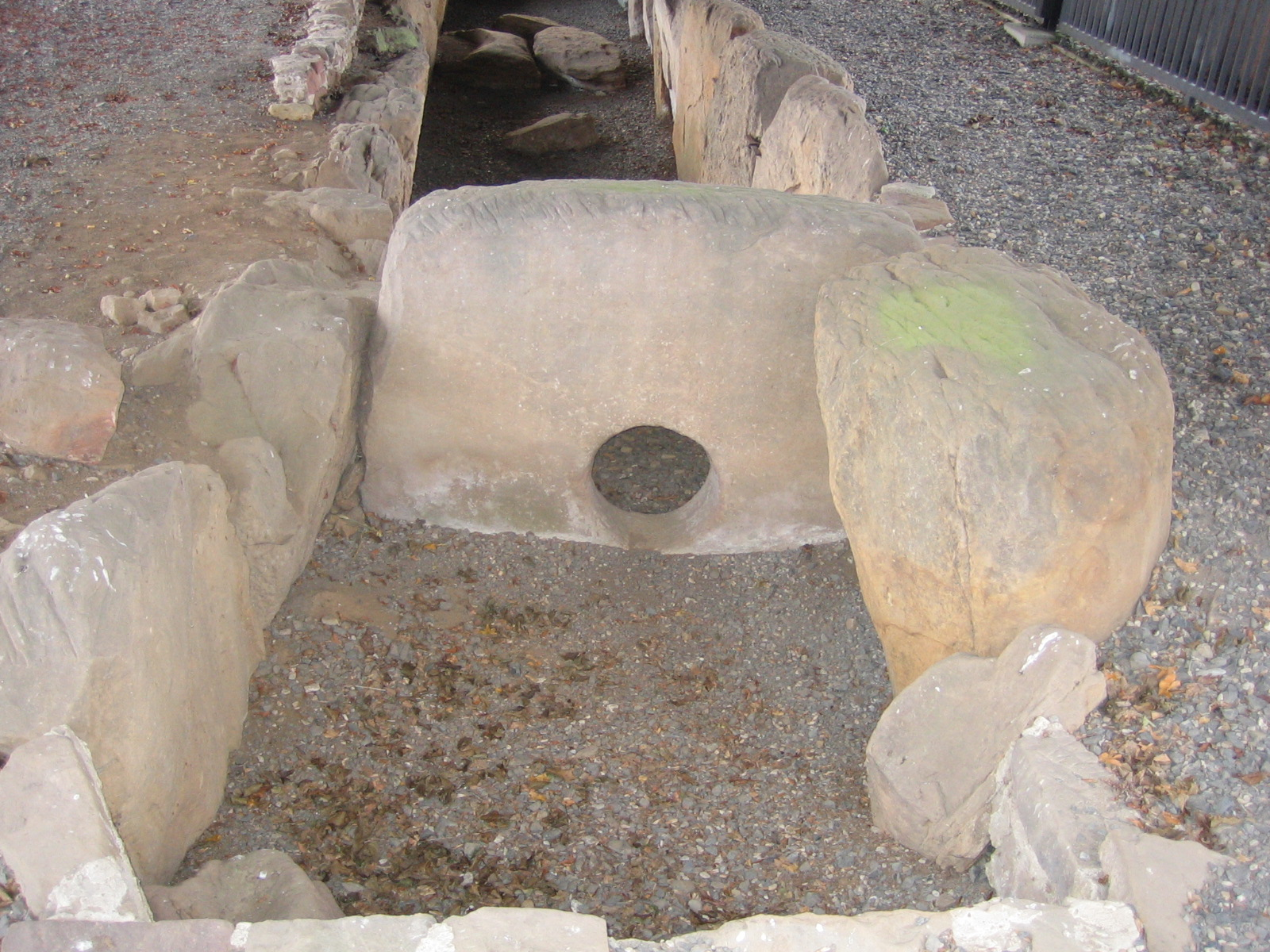
Lochstein und Vorkammer des Steinkammergrabes von Züschen

Die frühzeitige Besiedlung der Gegend um Züschen belegen die Felsritzzeichnungen im Steinkammergrab von Züschen und am Riesenstein (Heiligenberg). Die Chatten unterhielten in Züschen eine Kultstätte, und der Ortsname ist von dem chattischen Gott Ziu abgeleitet.
Züschen („Tuischinum“) wird um 850, 1070 und dann 1237 urkundlich erwähnt, war aber mit Sicherheit schon weitaus früher besiedelt: Im Jahre 1894 wurde ein Steinkammergrab (Galeriegrab) östlich von Züschen entdeckt, das aus der Zeit um 3000 v. Chr. stammt.
Der Ort erhielt vermutlich 1322 während der Regierungszeit des Grafen Heinrich IV. von Waldeck Stadtrecht. Von 1430 bis 1810 gehörte der Ort den Herren von Meysenbug, die es von den Landgrafen von Hessen, später von den Grafen von Waldeck zu Lehen hielten (siehe auch Burg Züschen). Nach dem Tod von Heinrich von Meysenbug, dem letzten männlichen Vertreter seines Geschlechts, im Jahre 1810 wurde der waldecksche Hofmarschall Johann Friedrich Georg Heinrich von Dalwigk zu Lichtenfels-Kamp (1734–1810) mit Züschen belehnt; er starb jedoch bereits wenige Wochen nach Meysenbug, und seine Erben verkauften den Besitz für 120.000 Taler an den Grafen Henrich zu Stolberg-Wernigerode, Oberstallmeister im Königreich Westphalen.
1625 ging der Ort, zuvor lange von den Landgrafen von Hessen an die Grafen von Waldeck verpfändet, endgültig in den Besitz Waldecks über. Danach gehörte Züschen zunächst zur Grafschaft und später zum Fürstentum Waldeck und von 1919 bis 1929 zum Freistaat Waldeck, dann bis 1945 zu Preußen und seitdem zu Hessen, wo es Teil des Landkreises Waldeck war.
Die bis dahin selbständige Stadt Züschen wurde am 1. Januar 1974, trotz starken Widerspruchs des Landkreises Waldeck, im Rahmen der Hessischen Gebietsreform kraft Landesgesetz in die Stadt Fritzlar im Schwalm-Eder-Kreis eingegliedert. Für Züschen wurde, wie für die übrigen Stadtteile, ein Ortsbezirk mit Ortsbeirat und Ortsvorsteher nach der Hessischen Gemeindeordnung eingerichtet.
Heute leben in Züschen rund 900 Einwohner. Der Ort wird hauptsächlich von der Holzverarbeitungsindustrie und vom Tourismus geprägt.

## Bevölkerung
Einwohnerstruktur 2011
Nach den Erhebungen des Zensus 2011 lebten am Stichtag, dem 9. Mai 2011, in Züschen 963 Einwohner. Darunter waren 15 (1,6 %) Ausländer.
Nach dem Lebensalter waren 177 Einwohner unter 18 Jahren, 390 zwischen 18 und 49, 204 zwischen 50 und 64 und 195 Einwohner waren älter.
Die Einwohner lebten in 414 Haushalten. Davon waren 135 Singlehaushalte, 102 Paare ohne Kinder und 135 Paare mit Kindern, sowie 36 Alleinerziehende und 6 Wohngemeinschaften. In 96 Haushalten lebten ausschließlich Senioren und in 267 Haushaltungen lebten keine Senioren.
Einwohnerentwicklung
| Quelle: Historisches Ortslexikon |                          |
| • 1620:                          | 80 Häuser                |
| • 1650:                          | 12 Häuser                |
| • 1738:                          | 82 Häuser                |
| • 1770:                          | 92 Häuser, 555 Einwohner |

| Züschen: Einwohnerzahlen von 1770 bis 2020 | Züschen: Einwohnerzahlen von 1770 bis 2020 | Züschen: Einwohnerzahlen von 1770 bis 2020 | Züschen: Einwohnerzahlen von 1770 bis 2020 | Züschen: Einwohnerzahlen von 1770 bis 2020 |
| --- | ------------------------------------------ | ------------------------------------------ | ------------------------------------------ | ------------------------------------------ |
| Jahr |                                            |                                            |                                            | Einwohner                                  |
| 1770 | 1770                                       |                                            | 555                                        | 555                                        |
| 1800 | 1800                                       |                                            | ?                                          | ?                                          |
| 1834 | 1834                                       |                                            | 675                                        | 675                                        |
| 1840 | 1840                                       |                                            | 739                                        | 739                                        |
| 1846 | 1846                                       |                                            | 746                                        | 746                                        |
| 1852 | 1852                                       |                                            | 745                                        | 745                                        |
| 1858 | 1858                                       |                                            | 679                                        | 679                                        |
| 1864 | 1864                                       |                                            | 666                                        | 666                                        |
| 1871 | 1871                                       |                                            | 665                                        | 665                                        |
| 1875 | 1875                                       |                                            | 604                                        | 604                                        |
| 1885 | 1885                                       |                                            | 602                                        | 602                                        |
| 1895 | 1895                                       |                                            | 602                                        | 602                                        |
| 1905 | 1905                                       |                                            | 641                                        | 641                                        |
| 1910 | 1910                                       |                                            | 640                                        | 640                                        |
| 1925 | 1925                                       |                                            | 651                                        | 651                                        |
| 1939 | 1939                                       |                                            | 690                                        | 690                                        |
| 1946 | 1946                                       |                                            | 1.006                                      | 1.006                                      |
| 1950 | 1950                                       |                                            | 979                                        | 979                                        |
| 1956 | 1956                                       |                                            | 819                                        | 819                                        |
| 1961 | 1961                                       |                                            | 796                                        | 796                                        |
| 1967 | 1967                                       |                                            | 837                                        | 837                                        |
| 1970 | 1970                                       |                                            | 879                                        | 879                                        |
| 1980 | 1980                                       |                                            | ?                                          | ?                                          |
| 1990 | 1990                                       |                                            | ?                                          | ?                                          |
| 2003 | 2003                                       |                                            | 1.023                                      | 1.023                                      |
| 2011 | 2011                                       |                                            | 963                                        | 963                                        |
| 2015 | 2015                                       |                                            | 922                                        | 922                                        |
| 2020 | 2020                                       |                                            | 901                                        | 901                                        |
| Datenquelle: Historisches Gemeindeverzeichnis für Hessen: Die Bevölkerung der Gemeinden 1834 bis 1967. Wiesbaden: Hessisches Statistisches Landesamt, 1968. Weitere Quellen: LAGIS; Stadt Fritzlar; Zensus 2011 |                                            |                                            |                                            |                                            |

Historische Religionszugehörigkeit
| Quelle: Historisches Ortslexikon |                                                                   |
| • 1961:                          | 419 evangelische (= 89,95 %), 71 katholische (= 8,92 %) Einwohner |

## Politik

### Ortsbeirat
Der Ortsbeirat besteht aus sieben Mitgliedern. Bei den Kommunalwahlen in Hessen 2021 betrug die Wahlbeteiligung zum Ortsbeirat Züschen 61,22 %. Alle Mitglieder gehören der Liste „Wählergemeinschaft Züschen“ an. Der Ortsbeirat wählte Daniel Raue zum Ortsvorsteher.

### Wappen
Blasonierung: Das Wappen von Züschen zeigt den achtstrahligen Waldecker Stern auf weißem Grund und weist damit auf die ehemalige Zugehörigkeit zu Waldeck hin.

## Sehenswürdigkeiten

### Bauwerke

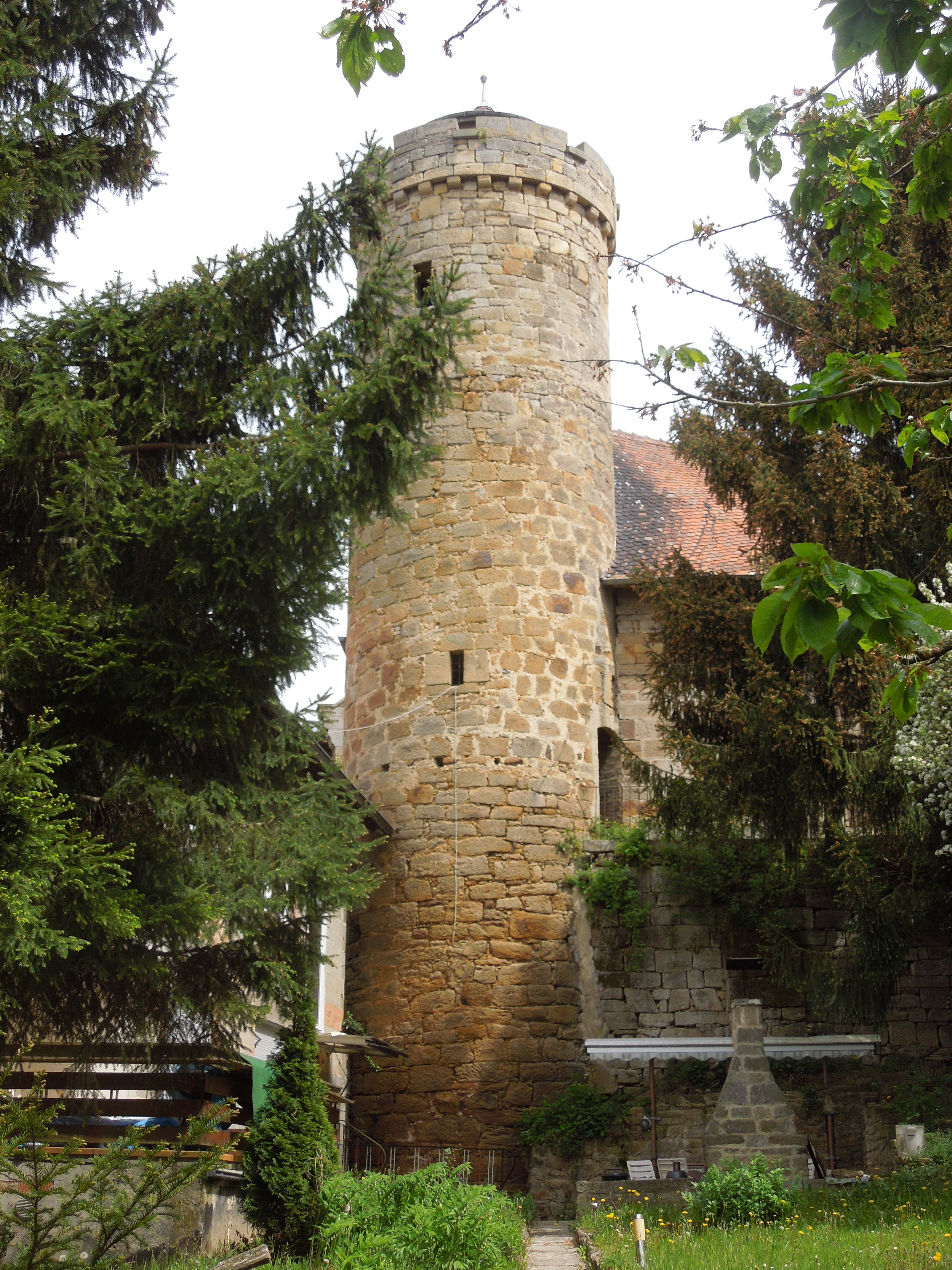
Grachenturm
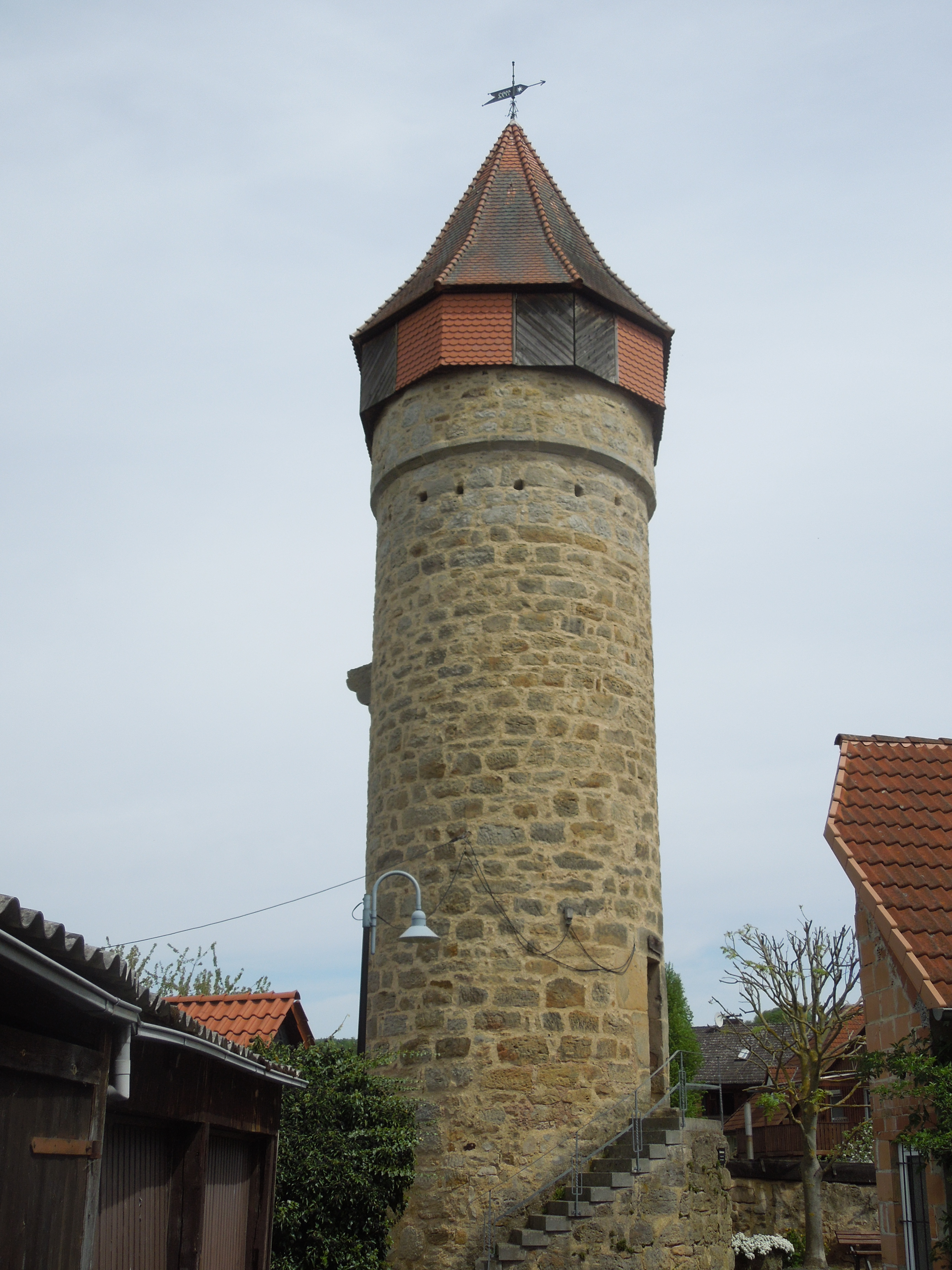
Eulenturm
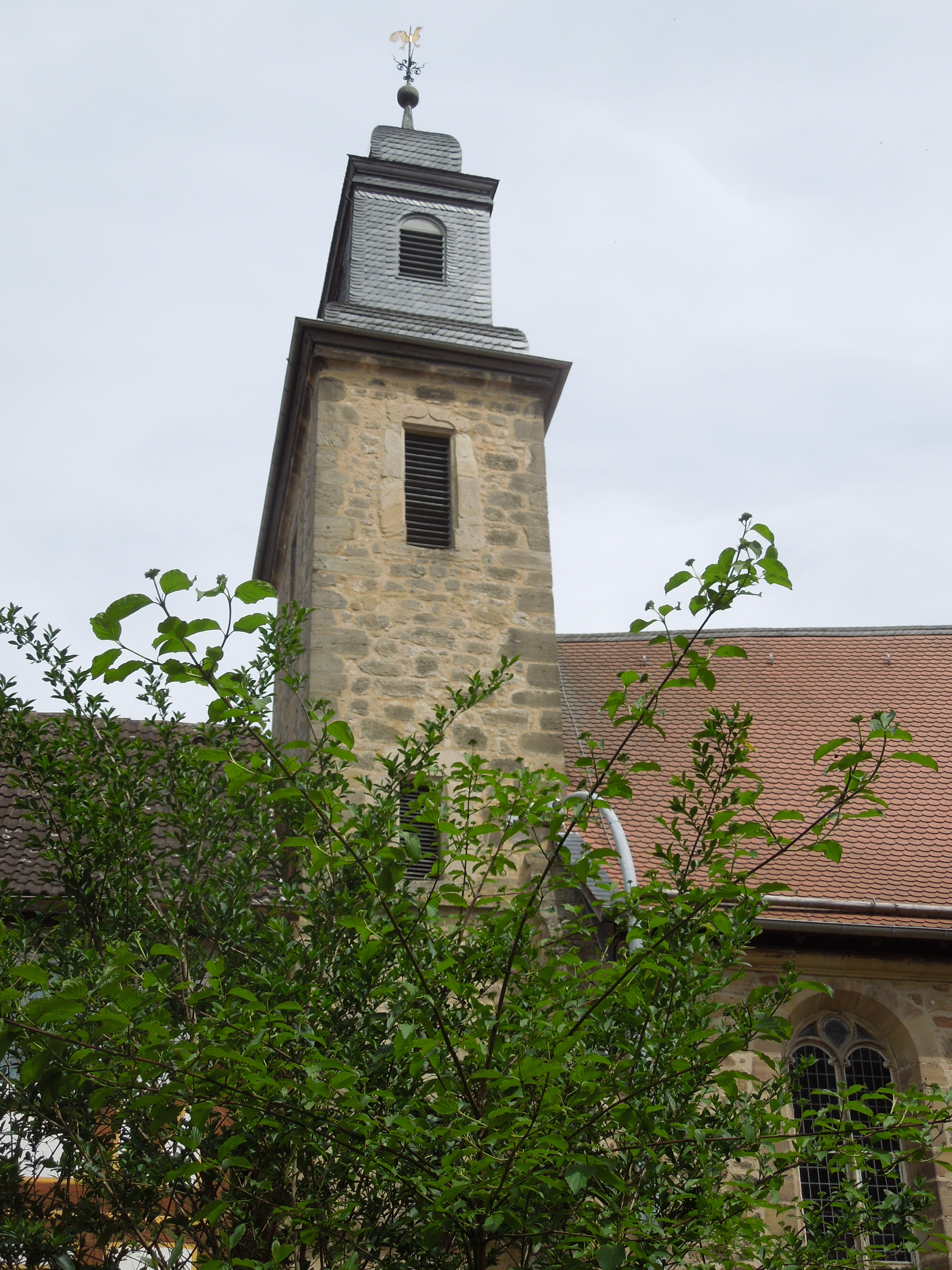
Kirche
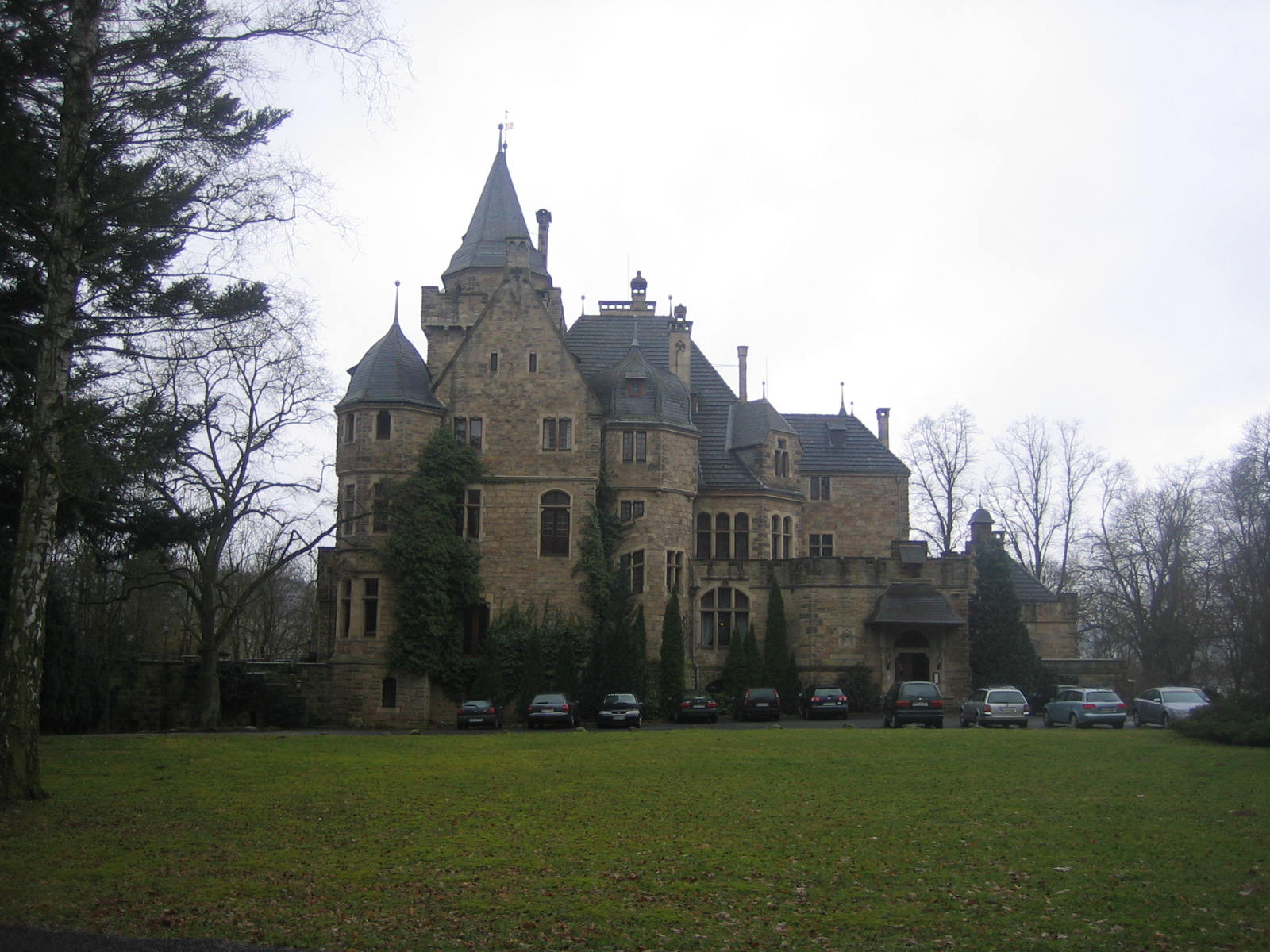
Garvensburg
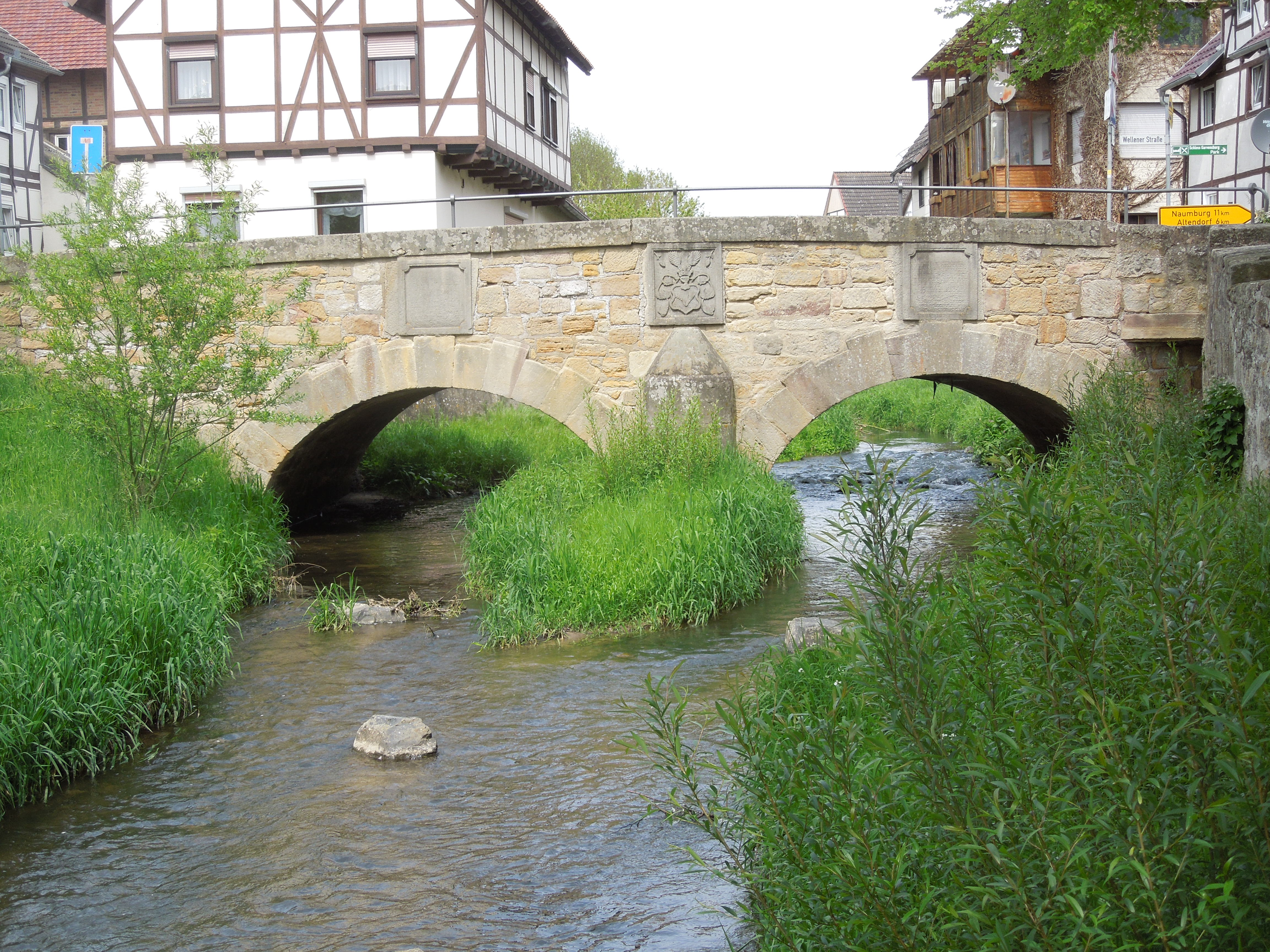
Elbebrücke
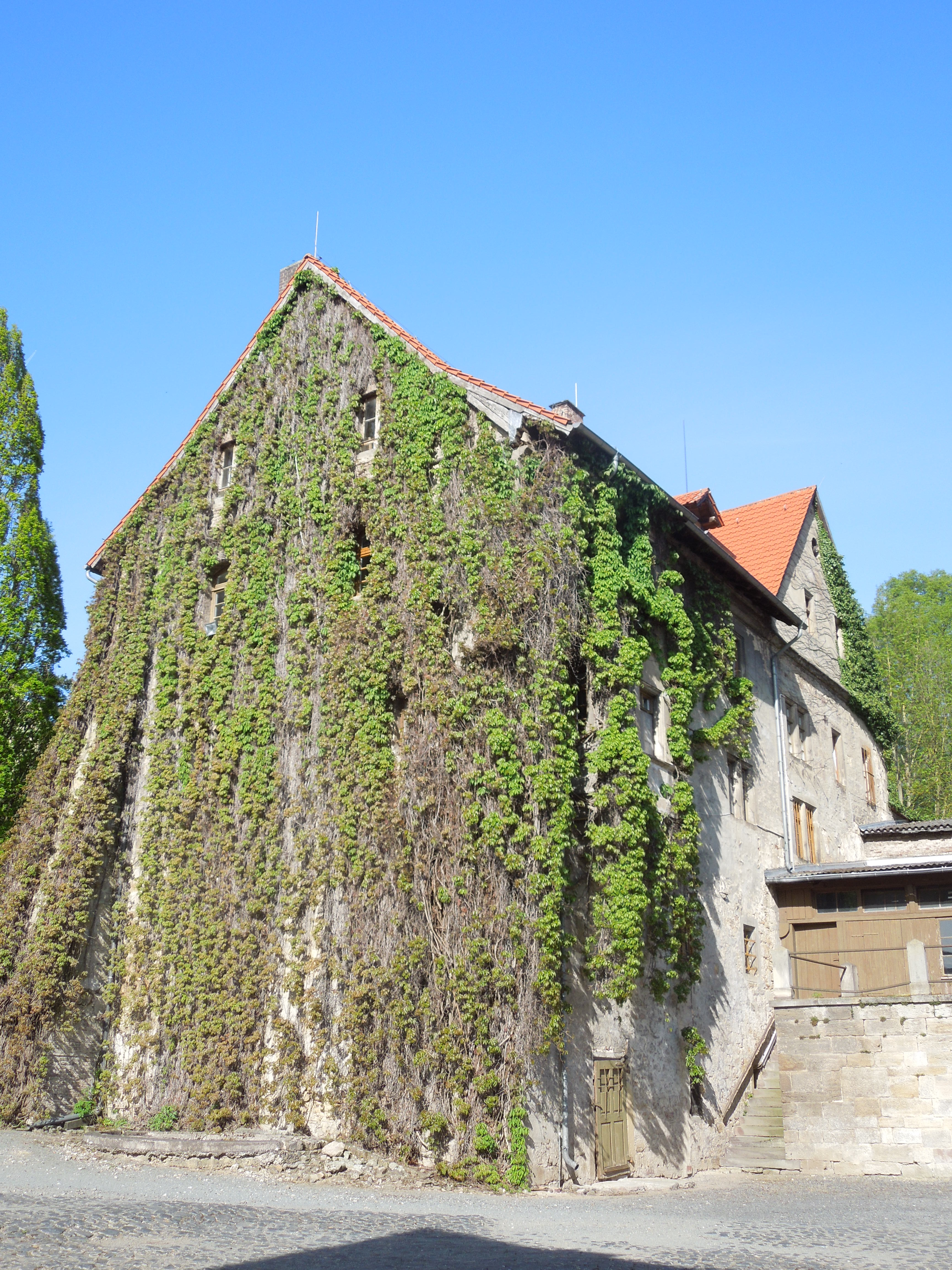
Ehem. Herrenhaus Meysenbug

- Historischer Ortskern mit Fachwerkhäusern
- Teile der Stadtmauer mit zwei Wachtürmen
- Evangelische Kirche: In den Jahren 1604 bis 1609 wurde die heutige evangelische Stadtkirche anstelle einer gotischen Kapelle aus dem 14. Jahrhundert erbaut. Die bis heute erhaltene Sandsteinkanzel wurde im Jahr 1611 geschaffen.
- Schloss Garvensburg (19. Jh.)[12]
- Flussbrücke über die Elbe (18. Jh.)
- Steinkammergrab (3. bis 4. Jahrtausend v. Chr.) zwischen Züschen und Lohne[3]

### Umgebung

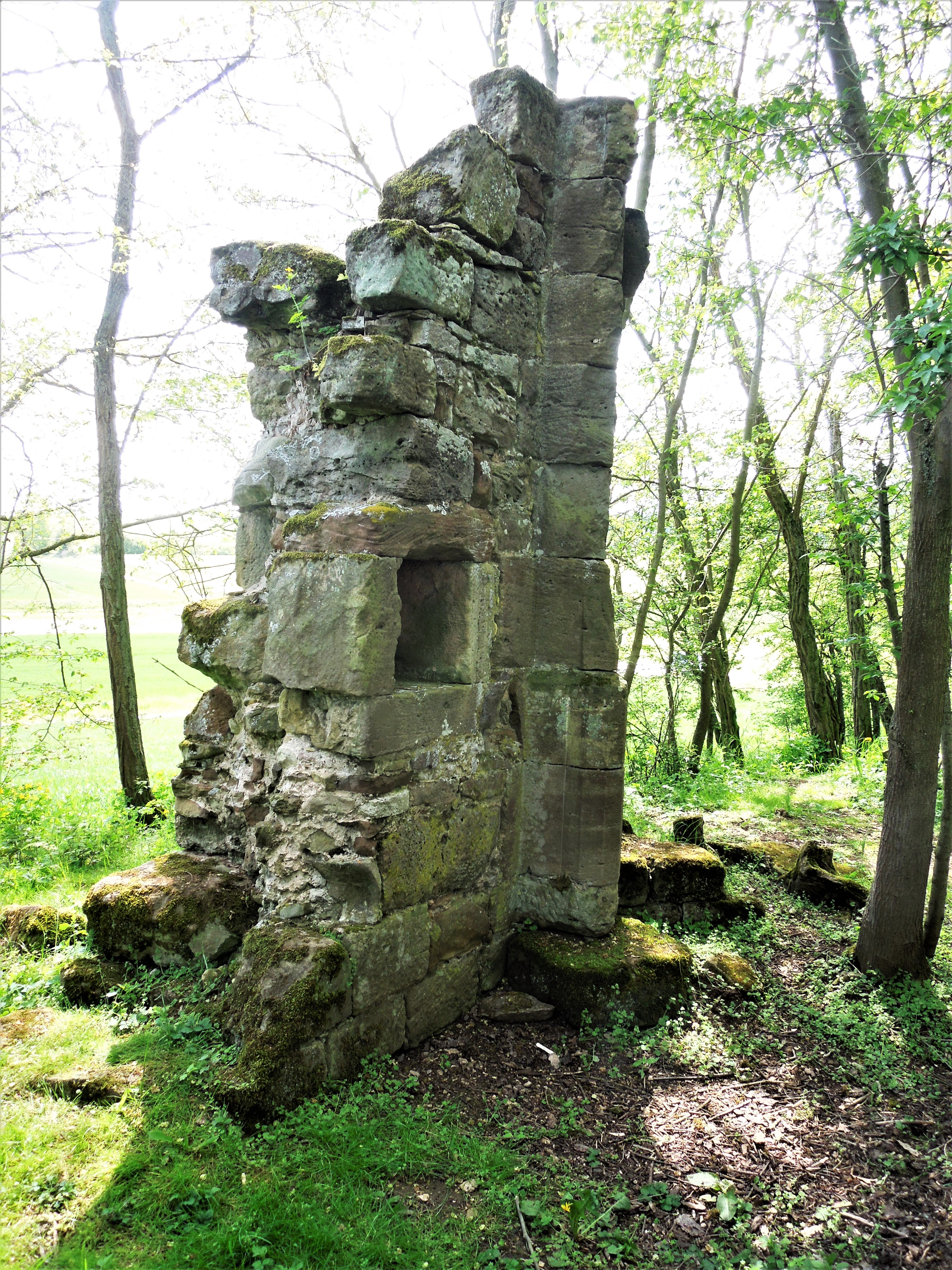
Ruine der Kreuzkirche

- Johanneskirchenkopf, 332 m hoher Berg südlich von Züschen mit den Resten der Johanneskirche des einstigen Dorfes Hayn
- Ruine der Kreuzkirche (südlich der Straße nach Wellen in einer Gehölzgruppe gelegen), letzter Rest des wohl schon vor der Wende zum 15. Jahrhundert wüst gefallenen Dorfs Hertingshausen
- Kölnische Kanzel, Aussichtspunkt mit Blick auf den Alten Wald, das Knüllgebirge und den Nationalpark Kellerwald-Edersee
- Donarquelle, Mineralwasserquelle im Tal der Elbe an der Straße nach Geismar

## Verkehr
Der nächste Autobahnanschluss, an die A 49, Richtung Süden, ist in Fritzlar. Die nächstgelegene Anschlussstelle der A 49 nach Norden zum Kreuz Kassel Mitte befindet sich in Gudensberg.
Regelmäßige Busverbindung gibt es in Richtung Naumburg (Hessen) und nach Fritzlar. Der nächste regionale Bahnhof befindet sich in Fritzlar; Fernzüge halten in Wabern.

## Persönlichkeiten
- Valentin Rode (1752–1831), deutscher Lehrer, Bürgermeister von Züschen und Politiker
- Conrad Hartmann (1779–1848), deutscher Gutsbesitzer, Bürgermeister von Züschen und Politiker
- Franciscus Alban (1781–1856), Kommunalpolitiker und Abgeordneter
- Daniel Schönewald (1782–1857), deutscher Ziegler, Bürgermeister von Züschen und Politiker
- Christian Schäfer (Politiker, 1805) (1805–1841), deutscher Landwirt, Schuhmachermeister, Schneidermeister, Bürgermeister von Züschen und Politiker
- Valentin Knierim (1808–1885), von 1847 bis 1879 Bürgermeister von Züschen
- Christoph Emde, von 1812 bis 1814 Bürgermeister von Züschen, waldeckischer Landstand
- Wilhelm von Garvens-Garvensburg (1841–1913), Industrieller, Erbauer des Schlosses Garvenburg
- Heinrich Leithäuser (1853–1920), Ingenieur
- Ludwig Ritte (1884–1936), Landwirt und Politiker (Landbund), geboren in Züschen